# Coupe d'Europe des épreuves combinées 2011
Navigation
CE des épreuves combinées 2010 CE des épreuves combinées 2013
La 29e édition de la Coupe d'Europe des épreuves combinées se déroule les 2 et 3 juillet 2011. La Super Ligue a lieu à Toruń en Pologne, tandis que les épreuves de première et deuxième divisions ont lieu respectivement à Bressanone en Italie, et à Ribeira Brava au Portugal.

## Super-Ligue
À Toruń, dans le stade Miejski, les équipes suivantes vont être en compétition :
- Femmes :  Tchéquie (A),  Estonie (C),  France (H),  Grèce (G),  Pays-Bas (F),  Russie (E),  Ukraine (D) and  Royaume-Uni (B) ;
- Hommes :  Biélorussie (C),  Tchéquie (H),  Estonie (A),  Finlande (E),  France (B),  Pologne (D),  Russie (G) and  Ukraine (F).

À l'issue du premier jour de compétition, l'Estonie qui défend son titre chez les messieurs et les favorites Russes sont en tête de la compétition samedi. L'Estonie avec 11 958 points ne dépasse la France que de 172 points. Les Russes ont 10 578 mais elles sont suivies de près par les Ukrainiennes qui n'ont jamais remporté la compétition et qui sont à seulement 59 points.
C'est l'Estonien Andres Raja qui est en tête après cinq épreuves (4 255 points) tandis qu'Anna Bogdanova a 3 732 points après quatre épreuves. Le jeune Ukrainien Vasyl Ivanytskyi semble être compétiteur tenace à seulement 20 ans (avec 4 067 points) dépassant Aliaksandr Korzun et ses 4 032 points. Ces trois premiers semblaient en mesure de battre leurs meilleurs scores s'ils avaient continué sur leur lancée dimanche.
Chez les dames, la Russe devance de 111 points la jeune Ukrainienne (21 ans) Alina Fyodorova, qui était une bien modeste 20e à Tallinn l'année dernière, tandis que Lyudmyla Yosypenko est placée 3e avec 3 588 points.
Andres Raja confirmera nettement sa percée, à 5 points de son record personnel de Berlin, tandis que c'est le Russe Vasiliy Kharlamov qui terminera deuxième mais très loin. De même Yosypenko dépassera finalement Fyodorova.
Pour la dernière fois en 2011, les classements hommes/femmes seront séparés. Dès l'année prochaine, sur la base des résultats obtenus dans les trois ligues, les équipes seront classées en trois groupes où une équipe nationale représentera son pays, hommes et femmes confondus. D'après les calculs provisoires, c'est l'Italie qui se classe à la 8e et dernière place qualificative pour la Super-Ligue mixte ; tandis que la Russie remporte en 2011 le classement homme, femme et combiné (de justesse, respectivement devant l'Estonie et la Pologne).

## Résultats de la Super-Ligue

### Individuels
| Rang | Pays        | Athlète           | Performance    |
| ---- | ----------- | ----------------- | -------------- |
| 1    | Estonie     | Andres Raja       | 8 114 pts      |
| 2    | Russie      | Vasiliy Kharlamov | 7 935 pts      |
| 3    | France      | Gaël Quérin       | 7 799 pts      |
| 4    | Russie      | Aleksandr Tabala  | 7 773 pts      |
| 5    | Finlande    | Sami Itani        | 7 710 pts (PB) |
| 6    | Biélorussie | Mikalai Shubianok | 7 678 pts      |
| 7    | Biélorussie | Aliaksandr Korzun | 7 661 pts      |
| 8    | Estonie     | Tarmo Riitmuru    | 7 656 pts      |

| Rang | Pays     | Athlète             | Performance |
| ---- | -------- | ------------------- | ----------- |
| 1    | Russie   | Anna Bogdanova      | 6 225 pts   |
| 2    | Ukraine  | Lyudmyla Yosypenko  | 5 984 pts   |
| 3    | Pays-Bas | Remona Fransen      | 5 965 pts   |
| 4    | Russie   | Aleksandra Butvina  | 5 948 pts   |
| 5    | Ukraine  | Alina Fyodorova     | 5 881 pts   |
| 6    | France   | Blandine Maisonnier | 5 814 pts   |
| 7    | Ukraine  | Inna Ahkozova       | 5 735 pts   |
| 8    | France   | Marisa De Aniceto   | 5 696 pts   |

### Par équipes
| Rang | Pays        | Athlètes | Performance |
| ---- | ----------- | -------- | ----------- |
| 1    | Russie      |          | 23 305 pts  |
| 2    | Estonie     |          | 23 095 pts  |
| 3    | Biélorussie |          | 22 956 pts  |
| 4    | France      |          | 22 935 pts  |
| 5    | Pologne     |          | 22 159 pts  |
| 6    | Tchéquie    |          | 22 113 pts  |
| 7    | Ukraine     |          | 21 773 pts  |
| 8    | Finlande    |          | 21 690 pts  |

| Rang | Pays        | Athlètes | Performance |
| ---- | ----------- | -------- | ----------- |
| 1    | Russie      |          | 17 816 pts  |
| 2    | Ukraine     |          | 17 600 pts  |
| 3    | France      |          | 16 992 pts  |
| 4    | Pays-Bas    |          | 16 884 pts  |
| 5    | Estonie     |          | 16 162 pts  |
| 6    | Royaume-Uni |          | 16 095 pts  |
| 7    | Tchéquie    |          | 15 612 pts  |
| 8    | Grèce       |          | 15 508 pts  |

## Première division

### Messieurs
1. Royaume-Uni 22 989
2. Belgique 22 468
3. Italie 21 838
4. Suisse 21 434
5. Suède 21 152
6. Grèce 21 139
7. Pays-Bas 20 703
8. Espagne 20 625

Pour l'épreuve individuelle, les résultats ont été les suivants :
1. Simon Walter  Suisse 7 973 (PB)
2. Daniel Awde  Royaume-Uni 7 889 (PB)
3. Ashley Bryant  Royaume-Uni 7 747 (PB)
4. Frédéric Xhonneux  Belgique 7 584
5. William Frullani  Italie 7 539
6. Jérémy Solot  Belgique 7 528
7. Marcus Nilsson  Suède 7 400
8. Carton-Delcourt  Belgique 7 356

### Dames
1. Pologne 17 309
2. Italie 17 050
3. Hongrie 17 030
4. Biélorussie 16 853
5. Finlande 16 541
6. Suisse 16 123
7. Suède 15 602

Pour l'épreuve individuelle :
1. Karolina Tymińska  Pologne 6 297 points
2. Györgyi Farkas  Hongrie 6 068
3. Yana Maksimava  Biélorussie 5 988
4. Xénia Krizsán  Hongrie 5 794
5. Francesca Doveri  Italie 5 782
6. Izabela Mikolajczyk  Pologne 5 779 (PB)
7. Niina Kelo  Finlande 5 718
8. Elisa Trevisan  Italie 5 706

## Seconde division
Austra Skujytė remporte l'épreuve individuelle féminine avec 6 338 points, davantage que le vainqueur en Super-Ligue, tandis que chez les hommes le vainqueur, également balte, est Edgars Eriņš (7 513 pts), devant Slaven Dizdarevič (SVK) et Attila Szabó (HUN).